# (19563) Brzezinska
Pour les articles homonymes, voir Brzezinska.
(19563) Brzezinska est un astéroïde de la ceinture principale d'astéroïdes.

## Description
(19563) Brzezinska est un astéroïde de la ceinture principale d'astéroïdes. Il fut découvert le 14 mai 1999 à Socorro (Nouveau-Mexique) par le projet LINEAR. Il présente une orbite caractérisée par un demi-grand axe de 2,26 UA, une excentricité de 0,13 et une inclinaison de 5,3° par rapport à l'écliptique.

## Compléments